# 耶律薩剌徳
耶律薩剌徳（やりつ さつらとく、生没年不詳）は、唐代の契丹迭剌部の首長。耶律耨里思の次男。遼の太祖耶律阿保機の曾祖父。迭剌部の部民を率いてたびたび室韋と交戦した。耶律阿保機が遼を建てた後、荘敬皇帝の諡号と懿祖の廟号を贈られた。

## 妻子

### 妻
- 荘敬蕭皇后

### 子
1. 耶律叔剌（早逝）
2. 耶律帖剌（字は痕得。迭剌部夷離菫）
3. 耶律勻徳実（玄祖）
4. 耶律褭古直（字は巌母根）

## 伝記資料
- 『遼史』巻2 本紀第2